# 塚田正義
塚田 正義（つかだ まさよし、1989年7月23日 - ）は、茨城県古河市出身の元プロ野球選手（外野手・内野手）。右投右打。

## 経歴

### プロ入り前
小学校2年時に地元の少年団で軟式野球を始めると、茨城県立古河第一高等学校へ進学。高校では、2年時の秋から主将を務めると、3年時の夏には「1番・遊撃手」として選手権茨城大会へ出場した。しかし、在学中は甲子園球場での全国大会と無縁で、卒業後に白鷗大学へ入学した。
白鷗大学では、1年時から主力選手として関甲新学生野球のリーグ戦で活躍。1年時の秋に打点王、4番打者を任された2年時の秋に打点王と首位打者、4年時には春秋連続で盗塁王のタイトルを獲得したほか、三塁手で1回、遊撃手で3回ベストナインに選ばれた。在学中には、通算18本塁打のリーグ記録を樹立したほか、通算で打率.352、73打点を記録。2年時と3年時には、チームの春季リーグ優勝と全日本大学野球選手権大会出場も経験した。
2011年のNPBドラフト会議で、内野手として福岡ソフトバンクホークスから3巡目で指名。契約金5500万円、年俸1200万円（金額は推定）という条件で入団した。背番号は32。

### プロ入り後
2012年、春季キャンプを一軍相当のA組で過ごすと、オープン戦にも出場したが、レギュラーシーズン中は二軍生活に終始。ウエスタン・リーグの公式戦には、前半だけで45試合に出場すると、打率.218、4本塁打、11打点を記録した。フレッシュオールスターゲームへの出場が内定していたが、ウエスタン・リーグの広島東洋カープ戦を控えていた6月1日に、試合前のスライディング練習で負傷。後の診察で右膝関節の前十字靱帯不全断裂と外側半月板損傷が判明したため、7月11日に右膝関節の前十字靱帯再建術を受けてからは、リハビリに専念した。
2013年、前年に手術を受けた右膝のリハビリを経て、ウエスタン・リーグの開幕2戦目であった3月23日の対広島戦に代打で実戦へ復帰。シーズン全体では62試合の出場で、打率.267、5本塁打、24打点を記録したが、一軍公式戦への出場機会はなかった。
2014年、ウエスタン・リーグ公式戦98試合に出場すると、リーグの最終規定打席へ初めて到達。70打点で打点王、出塁率.402で最高出塁率のタイトルを獲得したほか、打率.313、15本塁打（いずれもリーグ2位）といった好成績で、二軍のリーグ優勝に貢献した。8月1日の対北海道日本ハムファイターズ戦（札幌ドーム）8回表に、細川亨の代打として一軍公式戦にデビュー。8月9日に福岡ヤフオク!ドームで催された同カードで、延長10回裏一死一・三塁の局面から城所龍磨の代打に起用されると、宮西尚生からの犠飛で初打点を記録するとともに、チームをサヨナラ勝利へ導いた。一軍公式戦には通算で4試合に出場したが、すべて代打での起用だった。なお、シーズン終了後にはプエルトリコのウィンターリーグに参加。外野手として26試合に出場（25試合に先発）すると、リーグ戦途中の12月23日に日本へ帰国するまで、リーグ2位の打率.364（88打数32安打）、リーグトップの4三塁打、OPS.912などの好成績を残した。
2015年には、ポジション登録を外野手に変更すると、レギュラーシーズンの開幕を一軍で迎えた。一軍公式戦でのシーズン初打席は開幕14打席の4月14日の対オリックス・バファローズ戦（京セラドーム大阪）9回表での代打起用まで持ち越されたが、この打席で海田智行から外野の5階席にソロ本塁打を放ったことによって、一軍公式戦での初安打と初本塁打を同時に記録した。一軍公式戦では、通算で12試合に出場。4月4日の対埼玉西武ライオンズ戦（西武プリンスドーム）7回表に初盗塁を記録したことを皮切りに、盗塁を2回成功させたが、安打は前述した本塁打を含む2本だけにとどまった。シーズン終了後の11月に、鹿児島県出身の一般女性と結婚。
2016年、ウエスタン・リーグ公式戦116試合に出場すると、首位打者（打率.304）と最高出塁率（.404）のタイトルを獲得するほどの活躍で、二軍のリーグ優勝に再び貢献。安打数（124）や得点数（85）もリーグトップで、8本塁打、50打点を記録したが、一軍公式戦ではわずか1試合の出場にとどまった。
2017年、春季キャンプでA組に参加すると、上林誠知、釜元豪、真砂勇介などとの間で一軍外野レギュラーの座を激しく争ったが、一軍公式戦のシーズン初出場は7月22日の対千葉ロッテマリーンズ戦（福岡ヤフオク!ドーム）でのスタメン起用まで持ち越された。この試合では1安打を放ったものの、翌7月23日に出場選手登録を抹消。8月2日の再登録後は、翌3日の対オリックス戦（京セラドーム大阪）で一軍公式戦2シーズンぶりの本塁打を放ったことを皮切りに、13試合の出場で2本塁打を記録した。なお、10月12日には第一子（長男）を授かっている。
2018年、5月から一軍に昇格すると、一軍公式戦で自己最多の25試合に出場。打率.270、3本塁打、6打点を記録した。代打中心の起用で、左投手との対戦では.381という高打率を残したものの、セ・パ交流戦以降は一軍に定着できなかった。
2019年、右膝の関節にガングリオンが生じていることが判明したため、レギュラーシーズン開幕直後の4月5日に「右膝関節内ガングリオン鏡視下デブリードマン」という手術を受けた。この時期には塚田以外にもチームに故障者が多く、一時は公式戦へ出場できる外野手登録の選手が不足する事態にまで至った。塚田自身は、「全治2か月」という診断当初の見込みより早く、5月からウエスタン・リーグの公式戦で実戦に復帰。一軍で右の代打要員が手薄だったことも背景に、6月12日にシーズン初の出場選手登録を果たすと、18日の対東京ヤクルトスワローズ戦（明治神宮野球場）7回表に一軍公式戦でのシーズン初安打を左投手デビッド・ハフからの代打ソロ本塁打で記録した。レギュラーシーズンでは、一軍公式戦18試合の出場で、本塁打こそ1本のみながら打率.222、3打点を記録。一軍がレギュラーシーズン2位で臨んだポストシーズンでは、試合へ出場する機会こそなかったものの、読売ジャイアンツ（巨人）との日本シリーズ第4戦（東京ドーム）まで一軍に帯同していた。しかし、チームがこの試合でシリーズ3連覇を決めた翌日（10月24日）に戦力外通告を受けた。本人は通告後もNPB他球団での現役続行を希望していたため、11月12日には大阪シティ信金スタジアムで開催の12球団合同トライアウトへ参加。5人の投手を相手に、1三振を喫しながらも、最後の打席で青山大紀から二塁打を放った。しかし、他球団から獲得のオファーを受けるまでには至らず、後に現役を引退した。12月2日付で、NPBから自由契約選手として公示。

### 現役引退後
2020年は、ソフトバンク球団の職員として野球振興部で活動。
2021年からは、栃木県小山市に拠点を置くエイジェックグループのプロ野球選手養成専門アカデミー「トレーニング・プロフェッショナル・アカデミー」の野手コーチとして活動している。

## 選手としての特徴・人物
関甲新リーグ新記録となる18本塁打を記録した打撃に加え、50メートル走のタイムは5秒9、遠投115メートルと身体能力も高い走れるスラッガーだった。ファームでの打撃は引っ張り専門だったが、2014年オフにプエルトリコウィンターリーグの外に広いストライクゾーンに対応することで逆方向への打撃もできるようになった。
大学時代は内野手だったが、プロ入り後は外野も守っている。自身の分析によると外野は送球の精度に課題がある。2012年は三塁を中心に内野は全て守った。膝故障後の2013年は三塁を中心に外野の出場(主に左翼手)が増え、遊撃手での出場が無くなった。2014年は左翼手、右翼手での出場が主になり、三塁手としての出場が減り、二塁手での出場は無くなった。2014年オフのプエルトリコでは中堅手としても9試合出場し、2015年度より外野手登録となった。
白鷗大学では、1年生の時に、当時客員教授を務めていた栗山英樹の講義を受けていた。

## 詳細情報

### 年度別打撃成績
| 年 度     | 球 団        | 試 合 | 打 席 | 打 数 | 得 点 | 安 打 | 二 塁 打 | 三 塁 打 | 本 塁 打 | 塁 打 | 打 点 | 盗 塁 | 盗 塁 死 | 犠 打 | 犠 飛 | 四 球 | 敬 遠 | 死 球 | 三 振 | 併 殺 打 | 打 率 | 出 塁 率 | 長 打 率 | O P S |
| --------- | ------------ | ----- | ----- | ----- | ----- | ----- | -------- | -------- | -------- | ----- | ----- | ----- | -------- | ----- | ----- | ----- | ----- | ----- | ----- | -------- | ----- | -------- | -------- | ----- |
| 2014      | ソフトバンク | 4     | 4     | 3     | 0     | 0     | 0        | 0        | 0        | 0     | 1     | 0     | 0        | 0     | 1     | 0     | 0     | 0     | 1     | 0        | .000  | .000     | .000     | .000  |
| 2015      | ソフトバンク | 12    | 12    | 12    | 1     | 2     | 0        | 0        | 1        | 5     | 1     | 2     | 0        | 0     | 0     | 0     | 0     | 0     | 2     | 0        | .167  | .167     | .417     | .583  |
| 2016      | ソフトバンク | 1     | 1     | 1     | 0     | 0     | 0        | 0        | 0        | 0     | 0     | 0     | 0        | 0     | 0     | 0     | 0     | 0     | 1     | 0        | .000  | .000     | .000     | .000  |
| 2017      | ソフトバンク | 14    | 27    | 26    | 3     | 4     | 1        | 0        | 2        | 11    | 2     | 0     | 0        | 0     | 0     | 0     | 0     | 1     | 8     | 1        | .154  | .185     | .423     | .608  |
| 2018      | ソフトバンク | 25    | 45    | 37    | 8     | 10    | 2        | 0        | 3        | 21    | 6     | 0     | 1        | 2     | 0     | 6     | 0     | 0     | 13    | 0        | .270  | .372     | .568     | .940  |
| 2019      | ソフトバンク | 18    | 24    | 18    | 1     | 4     | 0        | 0        | 1        | 7     | 3     | 0     | 0        | 0     | 0     | 5     | 2     | 1     | 6     | 1        | .222  | .417     | .389     | .806  |
| 通算：6年 | 通算：6年    | 74    | 113   | 97    | 13    | 20    | 3        | 0        | 7        | 44    | 13    | 2     | 1        | 2     | 1     | 11    | 2     | 2     | 31    | 2        | .206  | .297     | .454     | .751  |

### 年度別守備成績
| 年 度 | 球 団        | 一塁  | 一塁  | 一塁  | 一塁  | 一塁  | 一塁     | 外野  | 外野  | 外野  | 外野  | 外野  | 外野     |
| 年 度 | 球 団        | 試 合 | 刺 殺 | 補 殺 | 失 策 | 併 殺 | 守 備 率 | 試 合 | 刺 殺 | 補 殺 | 失 策 | 併 殺 | 守 備 率 |
| ----- | ------------ | ----- | ----- | ----- | ----- | ----- | -------- | ----- | ----- | ----- | ----- | ----- | -------- |
| 2015  | ソフトバンク | 2     | 2     | 0     | 0     | 0     | 1.000    | 6     | 4     | 0     | 0     | 0     | 1.000    |
| 2016  | ソフトバンク | -     | -     | -     | -     | -     | -        | 1     | 0     | 0     | 0     | 0     | ----     |
| 2017  | ソフトバンク | 6     | 38    | 1     | 2     | 3     | .951     | 2     | 1     | 0     | 0     | 0     | 1.000    |
| 2018  | ソフトバンク | 3     | 24    | 0     | 0     | 1     | 1.000    | 11    | 13    | 0     | 0     | 0     | 1.000    |
| 2019  | ソフトバンク | 1     | 1     | 0     | 0     | 0     | 1.000    | 7     | 3     | 0     | 0     | 0     | 1.000    |
| 通算  | 通算         | 12    | 65    | 1     | 2     | 4     | .971     | 27    | 21    | 0     | 0     | 0     | 1.000    |

### 記録
初記録
- 初出場：2014年8月1日、対北海道日本ハムファイターズ12回戦（札幌ドーム）、8回表に細川亨の代打で出場
- 初打席：同上、8回表に宮西尚生から空振り三振
- 初打点：2014年8月9日、対北海道日本ハムファイターズ16回戦（福岡 ヤフオク!ドーム）、10回裏に宮西尚生からサヨナラ中犠飛
- 初盗塁：2015年4月4日、対埼玉西武ライオンズ2回戦（西武プリンスドーム）、7回表に二盗（投手：岩尾利弘、捕手：炭谷銀仁朗）
- 初安打・初本塁打：2015年4月14日、対オリックス・バファローズ4回戦（京セラドーム大阪）、9回表に海田智行から左越ソロ
- 初先発出場：2015年4月15日、対オリックス・バファローズ5回戦（京セラドーム大阪）、7番・左翼手で先発出場

### 背番号
- 32（2012年 - 2019年）

### 登場曲
- 「Wild Ones」Flo Rida（2014年 - 2017年）
- 「スターゲイザー」スピッツ（2018年 - ）